# Surmang
Als Surmang werden heute zwei größere Klöster, nämlich Surmang Namgyel Tse (tib.: zur mang rnam rgyal rtse) und Surmang Dütsi Thil (tib.: zur mang bdud rtsi mthil), und zwei kleinere Klöster im Autonomen Bezirk Yüru'u der Tibeter in der Provinz Qinghai der Volksrepublik China bezeichnet. Der Name Surmang geht auf die Bezeichnung eines Stammes in der Gegend zurück.

## Bedeutung
| Tibetische Bezeichnung                                       |
| ------------------------------------------------------------ |
| Tibetische Schrift: ཟུར་མང་རྣམ་རྒྱལ་རྩེ་དགོན                        |
| Wylie-Transliteration: zur mang rnam rgyal rtse dgon         |
| Offizielle Transkription der VRCh: Surmang Namgyaizê         |
| THDL-Transkription: Zurmang Namgyeltsé                       |
| Andere Schreibweisen: Surmang Namgyaltse, Surmang Namgyeltse |
| Chinesische Bezeichnung                                      |
| Traditionell: 蘇莽囊杰則寺                                   |
| Vereinfacht: 苏莽囊杰则寺                                    |
| Pinyin:Sūmǎng Nángjiézé Sì                                   |

Auf die Surmang-Klöster geht eine Richtung innerhalb der Kagyü-Schule des tibetischen Buddhismus (Vajrayana) zurück: Surmang-Kagyü. Surmang war einer der drei Klosterkomplexe, welche die weltliche Herrschaft in Yüru'u ausübten.
In diesem Klosterkomplex entwickelte sich Surmang-Kagyü, eine eigene Richtung innerhalb der Kagyü-Schule, die wiederum der Kamtshang-Kagyü-Schule (tib.: kam tshang bka' brgyud) zuzuordnen ist.
Zur Zeit seiner Hochblüte hatte Surmang über tausend Mönche und sechs Nebenklöster.

## Surmang Namgyel Tse
Surmang Namgyel Tse befindet sich in der Gemeinde Maozhuang im Kreis Nangchen im Regierungsbezirk Yüru'u der Provinz Qinghai, südlich des Flusses Ziqu He und wurde im Jahr 1414 von Mase Togden (tib.: rma se rtogs ldan) (* 1386) gegründet, einem Schüler des fünften Karmapa, Deshin Shegpa (tib.: de bzhin gshegs pa) (1386–1415).

## Surmang Dütsi Thil
| Tibetische Bezeichnung                                                              |
| ----------------------------------------------------------------------------------- |
| Tibetische Schrift: ཟུར་མང་བདུད་རྩི་མཐིལ་དགོན་པ། སྨར་ཁམས་བདུད་རྩི་མཐིལ                         |
| Wylie-Transliteration: zur mang bdud rtsi mthil dgon pa, smar khams bdud rtsi mthil |
| Offizielle Transkription der VRCh: Surmang Düziti Goinba, Markam Düziti             |
| THDL-Transkription: Zurmang Düttsitil Gönpa, Markham Düttsitil                      |
| Andere Schreibweisen: Surmang Dudtsi Til                                            |
| Chinesische Bezeichnung                                                             |
| Traditionell: 蘇莽德子堤寺                                                          |
| Vereinfacht: 苏莽德子堤寺                                                           |
| Pinyin:Sūmǎng Dézǐdī Sì                                                             |

Surmang Dütsi Thil befindet sich in der Gemeinde Xiao Sumang in 4251 Metern Höhe am nördlichen Ufer des Flusses. Tibetisch 'Dütsi' entspricht Sanskrit Amrita, das heißt „Nektar“ oder „Elixier“, nach dem Nektar, der bei der Zeremonie zur Klostergründung am Berghang vergossen worden sein soll.
In den 1940er-Jahren lebten in Surmang Dütsi Thil rund hundert Mönche.
Im Jahr 1981 wurde mit dem Wiederaufbau beziehungsweise mit der Restaurierung des Klosters begonnen. Die Zahl der Mönche wurde offiziell mit dreißig festgesetzt, tatsächlich gibt es etwa sechzig.